# GoTo
GoTo, anteriormente LogMeIn Inc.,  es un proveedor de software como servicio y servicios de conectividad remota para la colaboración basado en la nube, gestión de TI y la participación del cliente, fundado en 2003 y con sede en Boston, Massachusetts. Los productos de la empresa dan a los usuarios y administradores acceso a computadoras remotas.
El 9 de octubre de 2015, LogMeIn adquirió LastPass por 110 millones de dólares.
En febrero de 2017, LogMeIn completó una fusión con GetGo, la spin-off corporativa de la línea de productos GoTo de Citrix Systems.
El 17 de diciembre de 2019, LogMeIn anunció un acuerdo para ser vendido por 4,3 mil millones de dólares a Francisco Partners y Evergreen Coast Capital Corp, que es una filial de capital privado de Elliot Management Corp. Se espera que el acuerdo se cierre a mediados de 2020.
La compañía es parte del índice bursátil S&P 400 y ha pronosticado ingresos anuales de más de mil millones de dólares en 2017.

## Historia
La compañía era conocida como 3am Labs, Inc. antes de marzo de 2006.
El CEO de la compañía Michael Simon y el CTO Márton Anka colaboraron en Uproar, un sitio de juegos en Internet que finalmente fue comprado por Vivendi Universal a la altura de la burbuja de las punto-com. Anka's work for Uproar allegedly laid the foundation for his RemotelyAnywhere application, which later evolved into LogMeIn after 3am Labs incorporated.
3am Labs adquirió el Hamachi Producto VPN.
LogMeIn, Inc., cambió su nombre de 3am Labs en 2006.
Tridia demandó a LogMeIn, Inc.., por infracción de patente en enero de 2008.
LogMeIn, Inc., completó una IPO en 2009. La negociación de las acciones de LogMeIn, Inc. en el Mercado Global NASDAQ comenzó el 1 de julio de 2009.
En 2011, la empresa comenzó a incursionar en los servicios en la nube para la Internet de las Cosas adquiriendo Pachube, que luego se convertiría en el servicio Xively. En mayo de 2014, se sumó a esta iniciativa adquiriendo Ionia Corp., que se especializa en la integración de objetos conectados.
LogMeIn, Inc., adquirió Bold Software, LLC en 2012.
LogMeIn adquirió Meldium por 15 millones de dólares en septiembre de 2014 y retiró la oferta de productos Meldium en julio de 2017.
En julio de 2015, LogMeIn lanzó un nuevo producto llamado "Rescue Lens" (Lente de Rescate) diseñado para proporcionar asistencia al cliente asistida por vídeo utilizando una cámara en el dispositivo iOS o Android del cliente. Esto permite a un representante de atención al cliente unirse a una transmisión en vivo para trabajar de forma remota en problemas técnicos reportados por el cliente viendo el producto físico como si estuviera frente a ellos.
LogMeIn adquirió LastPass por 110 millones de dólares el 9 de octubre de 2015.
LogMeIn anunció en julio de 2016 una fusión con la familia de productos GoTo de Citrix a través de un Reverse Morris Trust.
En julio de 2017, la empresa anunció que adquirió la empresa de software con sede en Israel Nanorep por un importe de 45 millones de dólares y, a continuación, 5 millones de dólares adicionales en efectivo para los empleados de alto rendimiento que continuarían con LogMeIn durante los dos años siguientes al cierre de la transacción. Nanorep hace un software de servicio al cliente que usa inteligencia artificial y chatbots para hacer más intuitivo y atractivo el servicio al cliente.
En febrero de 2018, la compañía anunció la venta de Xively a Google por 50 millones de dólares.
En febrero de 2018, la compañía anunció la adquisición de Jive Communications por 342 millones de dólares.

## Productos
Los productos de la empresa se centran en tres áreas de negocio, que incluyen servicios de comunicación y colaboración, servicios de gestión de identidad y acceso, y servicios de asistencia y compromiso con el cliente. Los productos incluyen:
- LogMeIn Pro - software de suscripción acceso remoto y software de administración.
- LogMeIn Central - aplicación web enfocada a la gestión de TI para la administración remota de PCs y servidores que se ejecutan en Windows o Mac OS X sistemas operativos.
- LogMeIn Rescue - soporte remoto (help desk) aplicación web usada por grandes contact centers y centros de ayuda para diagnosticar y solucionar problemas de computadoras, teléfonos inteligentes y tablets.[33]
- LogMeIn Hamachi - virtualización de la red y servicio VPN.
- LogMeIn Backup - software de copia de seguridad remota.
- Jive - Servicio telefónico PBX alojado[31]
- join.me - reunión y software de colaboración en línea.
- RemotelyAnywhere - acceso remoto y software de administración.
- Bold360 - una solución de servicio de chat en vivo y compromiso con el cliente que es utilizada por organizaciones de servicios financieros, manufactura, software y telecomunicaciones[34]
- GoToAssist][8]
- GoToMeeting
- GoToMyPC
- GoToTraining
- OpenVoice.
- GoToWebinar.
- Grasshopper[35]
- Nanorep'[36]